# Minase Yashiro
Minase Yashiro (八代みなせ, Yashiro Minase) est une idole gravure, actrice et personnalité de la télévision japonaise, née le 3 février 1985 dans la préfecture de Gifu. 

## Biographie
Yashiro a fait ses débuts au cinéma en gore-fest Noboru Iguchi The Machine Girl en 2008 en jouant le rôle principal d'Amy.

## Filmographie

### Cinéma
- 2008 : The Machine Girl : Amy Hyuga
- 2010 : Kamen raidâ W: Forever A to Z Unmei no gaia memori : Reika Hanehara
- 2011 : Kamen Rider W Returns: Kamen Rider Eternal : Reika Hanehara
- 2011 : Maebashi vijuaru kei

### DVD
Sources annonce DVD, :
- MINASE Minakuru! (みなくるっ) février 2006
- Positive (タオ) mai 2006
- Shangrila (竹書房) août 2006
- Afternoon Breeze (そよ風の中で) décembre 2006
- Doushitemo... (どうしても・・・) mai 2007
- Idol One: Shi, a, wa, se! (アイドル・ワン 八代みなせ / し・あ・わ・せ!) juillet 2007
- Minan Chu (みなんChu) octobre 2007
- Minasa Biyori (みなせ日和) février 2008
- With (WITH -ウィズ-) janvier 2009
- Pavilion (PAVILION) juin 2009